# Popov (cráter)
Popov es un Cráter de impacto perteneciente a la cara oculta de la Luna, situado justo más allá del terminador oriental. Se encuentra en el mismo borde de la zona de la superficie que a veces se pone a la vista desde la Tierra durante los períodos de libración y de iluminación favorables. Sin embargo, incluso en esos momentos solo puede ser visto lateralmente.
Este cráter se encuentra al sur de Dziewulski, con la cadena de cráteres denominada Catena Dziewulski pasando al noreste de su borde exterior. Justo al sureste de Popov se halla Möbius. Ambos están unidos entre sí por un cráter más pequeño, situado en el borde sur-sureste de Popov. Al suroeste aparecen el cráter Ginzel y el Mare Marginis.
|  |

Popov es un cráter desgastado, con un borde exterior dañado que es poco más que un confuso resto circular de crestas en la superficie. Varios cratercillos marcan el borde y la pared interior del cráter, en particular en su lado occidental. El suelo interior es relativamente llano y casi sin ninguna característica distintiva.
Se llama así en honor al físico ruso Aleksandr Stepánovich Popov (1859-1906), considerado como el inventor de la radio en su tierra natal y en los países del este de Europa, y al matemático búlgaro Kiril Popov (1880-1966). 

## Cráteres satélite

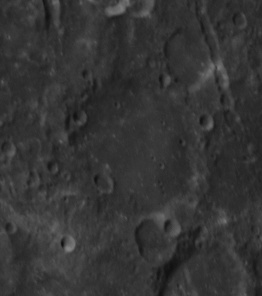
Fotografía de la misión Apolo 14

Por convención estos elementos son identificados en los mapas lunares poniendo la letra en el lado del punto medio del cráter que está más cercano a Popov.
|       | \| Popov \| Coordenadas \| Diámetro \| \| ----- \| ------------------------------ \| -------- \| \| D \| 17°48′N 102°36′E / 17.8, 102.6 \| 15 km \| \| W \| 19°06′N 97°48′E / 19.1, 97.8 \| 25 km \| |          |
| Popov | Coordenadas | Diámetro |
| D     | 17°48′N 102°36′E / 17.8, 102.6 | 15 km    |
| W     | 19°06′N 97°48′E / 19.1, 97.8 | 25 km    |